# Sportpaleis Vidnoje
Sportpaleis Vidnoje is een multi-purpose overdekte sportarena, die zich bevindt in Vidnoje, oblast Moskou, Rusland. De arena is vooral in gebruik voor het basketbal. De capaciteit van de arena is 4.000 zitplaatsen.

## Geschiedenis
De geschiedenis van het Sportpaleis Vidnoje begon op 11 september 2004 met een ceremoniële leg van een capsule met een boodschap aan nazaten door de gouverneur van de Oblast Moskou. De klant en de hoofdaannemer voor de bouw waren lokale organisaties: de Housing Development Foundation "Dwelling" en de ICS "Stroy Garant". Op 15 november 2006 vond de grote opening plaats van de nieuwe sportfaciliteit, het Sportpaleis Vidnoje. De openingsceremonie werd bijgewoond door de gouverneur van de Oblast Moskou Boris Gromov, federale leiders - vice-premier van de Russische Federatie Sergej Ivanov, gevolmachtigd voorzitter van de president van de Russische Federatie in het centrale federale district Sergej Poltavtsjenko en hoofd van het stadsdeel Leninski - Goloebev Joerevitsj. Sinds die dag is het paleis met recht het centrum geworden van het sportieve, culturele en recreatieve leven van het stadsdeel Leninski en de stad Vidnoje. Gedurende deze tijd werden meer dan 2000 evenementen georganiseerd en gehouden in de faciliteiten op het hoogste niveau. Het Sportpaleis wordt gebruikt als de thuis arena voor Sparta&K Oblast Moskou Vidnoje vrouwenbasketbalteam.
Het Sportpaleis was gastheer van de Final Four van de EuroLeague Women wedstrijden voor het seizoen 2006-07, en FIBA Europe SuperCup Women in 2009. In 2008 was het Sportpaleis gastheer om de Beker van Rusland in het mannen basketbal. Ook werd het All-Russian festival voor kinderen met een handicap "Sport van gelijke kansen" er gehouden.

## Toegankelijkheid
Vanaf het metrostation Domodedovskaja - bus (route taxi) nr. 471 naar de halte "PLC-Nizhneye" (de eerste halte bij de ingang van Vidnoje), steek de weg over en ga de Olympische straat af (5 minuten).
Van metrostation Kantemirovskaja - bus (route taxi) nr. 489 tot de halte "PLC-Nizhneye" (de eerste halte bij de ingang van Vidnoje), steek de weg over en ga de Olympische straat af (5 minuten).
Vanaf het treinstation van Paveletski vokzal - met de trein naar het station van Rastorguevo - via de voetgangerstunnel of -brug (10 min.) Via de M-4 Don-snelweg. Neem een trolleybus en volg de halte PLC-Nizhnyaya (eerste halte bij de ingang van Vidnoje), steek de weg over en ga de Olympische straat af (5 minuten).